# Saint-Étienne-Cantalès
 Saint-Étienne-Cantalès  es una población y comuna francesa, situada en la región de Auvernia, departamento de Cantal, en el distrito de Aurillac y cantón de Laroquebrou.

## Demografía
| 246 | 221 | 183 | 172 | 188 | 157 |
| Para los censos de 1962 a 1999 la población legal corresponde a la población sin duplicidades (Fuente: INSEE [Consultar]) |     |     |     |     |     |